# گریزینگن
گریزینگن (به آلمانی: Griesingen) یک شهر در آلمان است که در الب-دانو-کریس واقع شده‌است. گریزینگن ۱٬۰۲۶ نفر جمعیت دارد.